# Acetato de butilo
El acetato de n-butilo es un compuesto orgánico con fórmula CH
3COO(CH
2)
3CH
3. Es el éster derivado del n-butanol y el ácido acético. Es un líquido incoloro e inflamable, que se encuentra en muchas frutas, a las que confiere sabores característicos y un olor dulzón a plátano o manzana. Se usa ampliamente como disolvente industrial, solo o combinado con otros compuestos orgánicos (comúnmente xileno o tolueno).
Existen tres isómeros del acetato de n-butilo (cuatro, si incluimos estereoisómeros), que son acetato de isobutilo, acetato de ter-butilo y acetato de sec-butilo (con dos enantiómeros).

## Producción y usos
El acetato de butilo se fabrica habitualmente a mediante la esterificación de Fischer del butanol (o sus isómeros, para obtener el éster isómero correspondiente) y ácido acético, en presencia de ácido sulfúrico:
El acetato de butilo se utiliza principalmente como disolvente para resinas sintéticas, pinturas y tintas. Es un componente de la laca de uñas. Debido a su gran poder disolvente, el acetato de butilo, es muy utilizado en las industrias de tintas y barnices y muchos tipos de revestimientos y acabados. También como ingrediente de sabores y esencias frutales. Se utiliza también en la fabricación de lacas, plásticos, películas fotográficas, y cueros artificiales. 

## Peligrosidad
En cuanto a la peligrosidad, su punto de inflamación está en 295 K (22 °C), y su temperatura de autoignición en 633 K (360 °C). Sus vapores forman con el aire mezclas inflamables o explosivas a temperatura ambiente. Irrita las mucosa y sistema respiratorio, piel y ojos, produciendo daño en los tejidos y conjuntivitis en los ojos. Los efectos narcóticos de acetato de n-butilo es mayor que los ésteres de alquilo. También, las toxicidades y acciones irritantes son algo mayor que isopropilo, y acetatos de etilo.

## Presencia en la naturaleza
El sabor de las manzanas, especialmente en la variedad 'Red Delicious', se debe en parte a este compuesto. Las feromonas de alarma emitidas por la glándula de Koschevnikov de las abejas contiene acetato de butilo.